# Touit
Touit es un género de aves psittaciformes, que se encuentran en Sudamérica y Centroamérica.
Se trata cotorras o periquitos, que miden entre 15 y 17 cm de longitud. Habitan zonas bosque tropical y con la excepción de T. surdus, prefieren regiones montañosas. Su plumaje, predominantemente de tonos verdes, presenta matices y coloraciones variables según la especie. El pico es curvado en forma de gancho, típico dos psitacídeos, como el de otros pericos y loros y de color claro. La cola es corta, de formato cuadrada. Presentan anillo ocular desnudo.
Son difíciles de observar en la naturaleza, porque se comportan en forma discreta y su color les facilita confundirse con el follaje de los árboles. Permanecen en bandas de hasta 20 o 40 individuos y en la época de reproducción viven en pareja. 

## Especies
El género contiene ocho especies:
- Touit batavicus, cotorrita sietecolores;
- Touit huetii, cotorrita alirroja;
- Touit costaricensis, cotorrita costarricense;
- Touit dilectissimus, cotorrita cariazul;
- Touit purpuratus, cotorrita purpurada;
- Touit melanonotus, cotorrita dorsinegra;
- Touit surdus, cotorrita sorda;
- Touit sticopterus, cotorrita alipinta.